# Березневі статті
Березне́ві статті́ 1654 року (інші назви — «Статті Богдана Хмельницького», «Березневі статті Богдана Хмельницького», «Статті війська Запорозького», «Переяславський договір») — угода між Московським Урядом та Українською Козацькою Старшиною, комплекс документів, які регламентували політичне, правове, фінансове й військове становище України після Переяславської ради. Не були ратифіковані Козацькою радою.
Оригінали документів угоди «Березневих статей» до наших днів не збереглися. Відомі тільки копії та чернетки, що зберігаються у фондах Посольського приказу Центрального державного архіву давніх актів у Москві.
«Березневі статті» були аналізовані сучасними істориками та юристами як попередні домовленості, що фіксували автономний статус Гетьманщини та її міжнародне визнання. Термін «договір» або «угода» є основним у політико-правовому тлумаченні цього документа. Зниження значення «Березневих статей» почалося після підписання Андрусівського перемир'я 1667 року між Московією та Річчю Посполитою з подальшою інкорпорацією українських земель до Російської імперії.

## Загальні відомості
За цими статтями Україна зберігала свої військово-адміністративні органи управління на чолі з виборним гетьманом. На Гетьманщині без обмежень мало далі діяти місцеве право, обумовлювалося невтручання царських воєвод та інших урядовців у внутрішні справи України. Україна зберігала свої збройні сили — 60-тисячне козацьке військо. Гетьманський уряд мав право на ведення стосунків з іноземними державами з дозволу московського уряду і не мав права на зносини з Річчю Посполитою та Османською імперією. Гетьман обирався на козацькій раді довічно, а царя повідомляли про результат виборів. Влада Гетьмана поширювалась на всю територію України. Всі податки і доходи збирались українськими фінансовими органами. Представники Москви мали приймати від них належну їй данину.
На території України розміщалися московські війська, що повинні були утримуватися за кошт України.
При виборах наступних гетьманів ухвалювалися договірні статті, в яких деякі пункти Березневих статей скорочувалися, додавалися нові статті.
Угода була розірвана 30 січня (9 лютого) 1667 року Московією, що підписала роздільне Андрусівське перемир'я з Річчю Посполитою.
Думки істориків
Сергій Плохій, український і американський історик
Козаки вважали Переяславську угоду контрактом, що має зв'язувати обов'язками обидві сторони. З боку Хмельницького, він та його держава потрапляли під протекторат царської влади. Вони обіцяли відданість і військову службу в обмін на захист, пропонований Московською державою. Цар, однак, сприймав козаків як нових підданих, щодо яких він не має жодних зобов'язань…

На думку українського історика Івана Лисяка-Рудницького, Переяславська угода була «вирішальним кроком» у піднесенні азійської, відрізаної від морів Московії до рівня потужної держави, а «Україна стала для Росії першим вікном в Європу».

## Передісторія
Протягом 1648—1654 років війська Гетьманщини вели боротьбу з військом Речі Посполитої захищаючи козацькі свободи та вимагаючи рівноправні умови співіснування української шляхти та козаків в межах Речі Посполитої. У військових компаніях козацькі війська підтримували загони кримських татар. Однак факт проведення сепаратних польсько-татарських переговорів під Кам'янцем та усна угода, досягнута по їх завершенню підштовхнули українське керівництво до остаточного розриву з Річчю Посполитою та пошуку нових союзників. Зокрема в особі Швеції, Московії та деяких німецьких держав.
Богдан Хмельницький з початком війни проводив далекоглядну зовнішню політику і вів активну дипломатичну діяльність з іншими державами. Неодноразово звертався до Москви з проханням допомогти в боротьбі з Річчю Посполитою і навіть погрожував війною, якщо не буде надано цієї допомоги. Московський уряд з одного боку не хотів розривати мир з Річчю Посполитою, а з іншого боку мав намір поширити сферу впливу. Після довгих вагань, «в ім'я віри православної», Земський собор ухвалив взяти Військо Запорозьке під «високу царську руку». Юридично цей акт було оформлено під час московсько-українських переговорів у січні-березні 1654. На етапі підготовки Переяславської ради, яка відбулась 8 січня 1654, виникли розбіжності у підходах до нового союзу. Московські посли відмовилися принести присягу за царя, боярин Бутурлін, який очолював московську делегацію, відмовився дати письмову гарантію збереження прав і вільностей після того, як договір набере чинності. З боку козаків не всі полки присягнули на вірність царю.
У березні 1654 року козацька делегація передала на розгляд московитам проєкт договору, який увійшов в історію під назвою «березневих статей». За цим документом, Україна зберігала республіканську форму правління, територіально-адміністративний поділ, систему соціально-економічних відносин, незалежність у проведені внутрішньої політики й зовнішньої (за винятком Речі Посполитої та Османської імперії).
З початку визвольної війни московський уряд надавав широку економічну і фінансову допомогу Україні. Поступово розширювалася дипломатична підтримка України зі сторони Московії, а також допомогу людьми, зброєю, боєприпасами. На початку 1649 московський уряд визнав гетьмана Хмельницького і відтоді регулярно обмінювався з ним послами. Тоді ж уряд повідомив гетьману про готовність прийняти Україну в московське підданство, але вважав за необхідне поки уникати війни з Річчю Посполитою.

## Зміст статей
1)      Збір податків на користь скарбниці доручалося вести українським урядовцям.
2)      Установлювалася платня у розмірі: a)         військовому писарю та підпискам — 1000 польських злотих;
b)        військовим суддям — 300 польських злотих;
c)         судовим писарям — 100 польських злотих;
d)        польським писарям та хорунжим — 50 польських злотих;
e)        сотенним хорунжим — 30 польських злотих;
f)          гетьманському бунчужному — 50 злотих.
3)      Козацькій старшині, писарю, двом військовим суддям, усім полковникам і військовим та полковим осавулам надавалися у володіння млини;
4)      Установлювалася платня генеральному обозному — 400 злотих і генеральному хорунжому — 50 злотих;
5)      Заборонялися дипломатичні взаємини з османським султаном та королем Речі Посполитої;
6)      Підтверджувалося право київського митрополита й усього духовенства на маєтності, якими вони володіли;
7)      Московський уряд зобов'язувався почати війну з Річчю Посполитою навесні 1654 року;
8)      Утримання московських військ на кордонах Гетьманщини з Річчю Посполитою;
9)      Гетьманський уряд просив установлював платню: g)         полковим — 100 єфимків талерів;
h)        полковим осавулам — 200 польських злотих;
i)          військовим осавулам — 300 польських злотих;
j)          сотникам — 100 польських злотих;
k)         кожному козакові — 30 польських злотих;
10)  У випадку татарських нападів на Україну передбачалося організовувати спільні походи як з боку України, так і Московської держави;
11)  Гетьманський уряд просив установити утримання для козацької залоги кількістю 400 осіб у фортеці Кодак та для запорожців. Тут же містилася вимога до гетьмана почати реєстрування, що мав охопити 60.000 козаків.

## Текст Березневих статей
| Російський текст | Український текст |
| --- | --- |
| Бьютъ челомъ великому государю царю и великому князю Алексѣю Михайловичу, всеа Великія и Малыя Росіи самодержцу, и многихъ государствъ государю и обладателю, его царскаго величества подданные Богданъ Хмельницкой, гетманъ войска Запорожского и весь міръ христіянскій російскій, чтобъ его царское величество пожаловалъ ихъ тѣмъ, о чемъ посланники ихъ бити челомъ учнутъ, а они его царскому величеству во всякихъ его государскихъ повелѣньяхъ служити будутъ во вѣки. | Бють чолом великому государеві цареві і великому князеві Олексію Михайловичу, всеї Великої і Малої Росії самодержцеві і многих держав государеві й обладателеві піддані його царського величества Богдан Хмельницький гетьман Війська Запорозького і весь мир християнський руський, аби його царське величество пожалував їх тим (дав їм те), про що битимуть чолом (проситимуть) посланики їх, а вони його царському величеству служитимуть во-віки в усім що їм государ повелить. |
| 1. Чтобъ въ городѣхъ урядники были изъ ихъ людей обираны къ тому достойные, которые, должны будуть поддаными царского величества урежати и доходы всякіе, въ правду, въ казну царскаго величества отдавати, для того, что царского бъ величества воевода пріѣхавъ учалъ права ихъ ломать и уставы какіе чинить, и то бъ имъ было въ великую досаду; а какъ тутошніе ихъ люди гдѣ будуть старшіе, то они противъ правъ своих учнуть исправлятца. | 1. Щоб по містах урядники були обирані з людей того гідних, будуть вони повинні підданими царського величества правити, і всякі доходи по правді віддавати до казни. А то тому, що воєвода царського величества, приїхавши, почав би права їх ламати і якісь устави заводити, і то було б (Українцям) прикро; а як будуть старшини місцеві, свої люди, то вони будуть поводитися згідно з місцевими правами. |
| И сей статьѣ царское величество пожадовалъ-велѣлъ быть по ихъ челобитью. А быти бъ урядникомъ, въ городѣхъ: войтамъ, бурмистромъ, райцамъ, лавникомъ, и доходы всякіе денежные и хлѣбные сбирать на царское величество и отдавать въ его государеву казну тѣмъ людемъ, которыхъ царское величество пришлетъ; да тѣмъ же прислаинымъ людемъ, кого для тоѣ сборные казны царское величество пришлетъ, и надъ тѣми сборщиками смотрить, чтобъ дѣлали правду. | Що до сеї статті царське величество пожалував-велів бути по їх прошенню. Мають по містах бути урядниками війти, бурмистри, райці, лавники, і доходи всякі грошеві і хлібні збирати на царське величество й віддавати до государевого скарбу тим людям, которих пришле царське величество. І ті прислані люде, котрих царське величество пришле до того збору грошей, мають доглядати зборщиків, щоб робили по правді. |
| 2. Писарю войсковому чтобъ по милости царского величества 1000 золотыхъ полскихъ для подписковъ давать, а на судей войсковыхъ по 300 золотыхъ полскихъ, а на писаря судейского по 100 золотыхъ полскихъ, на писаря да на хоружего полкового по 50 золотыхъ, на хоружего сотницкого 30 золотыхъ, на бунчюжного гетманского 50 золотыхъ. | 2. Писареві військовому по милости царського величества щоб давано 1000 золотих польських на підписків (канцеляристів). на судей військових по 300 золотих польських, на писаря судейського по 100 зол. польських, на писаря й хорунжого по 50 зол., на хорунжого сотенного по 30 зол., на бунчужного гетьманського 50 зол. |
| Царское величество пожаловалъ, велѣлъ быть по ихъ челобитью; а давать тѣ деньги изъ тамошнихъ доходовъ. | Царське величество пожалував, велів бути по їх проханню; а давати ті гроші з тамошніх доходів. |
| 3. На писаря и на судей войсковыхъ, на 2 человѣка, и на всякого полковника и на ясауловъ войсковыхъ и полковыхъ чтобъ по мельницѣ было, для прокормленья, что расходъ имѣютъ великой. | 3. На писаря і на судей військових, на 2 чоловіка, і на всякого полковника, осаулів військових і полкових щоб було по млину, для прогодовання, тому що несуть великі видатки. |
| Царское величество пожаловалъ, велѣлъ быть по ихъ челобитью. | Царське величество пожалував, велів буть по їх проханню. |
| 4. На подѣлку наряду войскового и на пушкарей и на всѣхъ работныхъ людей, которые у наряду бываютъ, чтобъ царское величество пожаловать изволилъ учинить свое царское милостивое призрѣнье, какъ въ зиму, такъ и о станахъ, такожде на обозного арматного 400 золотыхъ, а на хоружего арматного 50 золотыхъ. | 4. На роботи військової армати, на пушкарів і всіх робочих людей що бувають при арматі, аби царське величество зволив вчинити милостиву ласку на зимове прогодованнє і пристановище; також на арматного обозного 400 зол., а на хорунжого 50 зол. Царское величество пожаловалъ, велЂлъ давать изъ тамошнихъ доходовъ. Царське величество пожалував, велів дати з тамошніх доходів. |
| 5. Послы которые издавна къ войску Запорожскому приходять изъ чюжихъ краевъ, чтобъ гетману и войску Запорожскому которые къ добру были, волно приняти; а только что бъ имѣло быть противно царского величества, то должны они царскому величеству извѣщати. | 5. Послів, котрі здавна приходять з чужих країв до Війська Запорозького аби було вільно приймати, а коли б було щось противне царському величеству (в сих посольствах), мусять вони (козаки) сповіщати царське величество. |
| По сей статьѣ царское величество указалъ: пословъ о добрыхъ делѣхъ принимать и отпускать; а о какихъ дѣлехъ приходили и съ чѣмъ отпущены будуть, о томъ писать къ царскому величеству подлинно и вскорѣ. А которые послы присланы отъ кого будутъ царскому величеству съ противнымъ дѣломъ, и тѣхъ пословъ и посланниковъ задерживать въ войскѣ и писать объ нихъ о указѣ къ царскому величеству вскорѣ жъ, а безъ указу царского величества назадъ ихъ не отпускать. А съ турскимъ салтаномъ и съ полскимъ королемъ безъ указу царского величества не ссылатца. | До сеї статі царське величество велів: послів з добрими ділами приймати і відправляти, і писати царському величеству вірно і скоро, за чим вони приходили і з чим їх одправлено. А котрі посли будуть присилатися з справами противними царському величеству, тих послів і посланників затримувати в війську та писати про них зараз же до царського величества, а без дозволу царського назад їх не відправляти. А з турецьким султаном і з польським королем без волі царського величества не мати зносин. |
| 6. О митрополитѣ кіевскомъ посланникомъ изустной наказъ данъ. А въ рѣчахъ посланники били челомъ, чтобъ царское величество пожаловалъ, велѣлъ дать на его маетности свою государскую жалованую грамоту. | 6. Про митрополита київського дано послам устний наказ. А в розмовах посли били челом, щоб царське величество велів дати свою государську жалувану грамоту на його маєтности. |
| Царское величество пожаловалъ: митрополиту и всѣмъ духовного чину людемъ на маетности ихъ, которыми они нынѣ владѣютъ, свою государскую жалованую грамоту дать велѣлъ. | Царське величество пожалував: митрополитові і всім людям духовного чину велів дати свою государську жалувану грамоту на маєтности, которими вони тепер володіють. |
| 7. Чтобъ царское величество изволилъ рать свою вскорѣ прямо къ Смоленску послать, не отсрочивая ничего, чтобъ непріятель не могъ исправитца и съ иными совокупитися, для того что войска нынѣ принужены, чтобъ никакой ихъ лести не вѣрили, естли бъ они имѣли въ чемъ дѣлать. | 7. Аби царське величество зволив післати своє військо під Смоленськ не гаючися ні трохи, аби неприятель не міг собі ради дати і сполучитися з иншими (військами), бо тепер війська (польські) потомлені-нехай не вірять ніякому лукавству (Поляків), коли б почали що вимишляти. |
| Царское величество изволилъ на непріятеля своего, на полского короля, итти самъ и бояръ и воеводъ послать со многими ратми по просухѣ, какъ конскіе кормы учнуть быть. | Царське величество постановив на неприятеля свого польського короля йти самому і бояр та воєводів післати з великим військом, як просохне і почне бути паша. |
| 8. Чтобы наемного люду здѣ по рубежу отъ Ляховъ, для всякого безстрашія, съ 3000, или какъ воля царскаго величества будетъ хотя и болши. | 8. Аби наємного війська тут на польськім пограничу, для безпечности було з 3000 або скільки буде воля царського величества-хоч і більше. |
| Царского величества ратные люди всегда на рубежѣ для Украйны обереганья есть и впередъ стоять учнутъ. | Військові люди царського величества на пограничу для охорони України завсіди були і надалі будуть стояти. |
| 9. Обычай тотъ бывалъ, что всегда войску Запорожскому платили. Бьютъ челомъ и нынѣ царскому величеству, чтобъ на полковника по 100 ефимковъ, на ясауловъ полковыхъ по 200 золотыхъ, на ясауловъ войсковыхъ по 400 золотыхъ, на сотниковъ по 100 золотыхъ, на казаковъ по 30 золотыхъ полскихъ давать. | 9. Завсіди був такий звичай, що Війську Запорозькому плачено. Бють чолом і тепер царському величеству, аби давано на полковника 100 єфимків, на осаулів по 200 золотих, на осаулів військових по 400 зол., на сотників по 100 зол., на козаків по 30 золотих польських. |
| И въ прошлыхъ годѣхъ присылалъ къ царскому величеству гетманъ Богданъ Хмельницкій и все войско Запорожское и били челомъ многажды, чтобъ его царское величество ихъ пожаловалъ, для православные христіянскіе вѣры и святыхъ божіихъ церквей, за нихъ вступился и принялъ ихъ подъ свою государеву высокую руку и на непріятелей ихъ учинилъ имъ помочь. И великому государю нашему, его царскому величеству, въ то время подъ свою государеву высокую руку приняти было васъ не мочно, потому что у его царского величества съ короли полскими и великими князи либовскими было вѣчное докончанье. А что съ ихъ королевскіе стороны царского величества отцу, блажевные памяти великому государю и великому князю Михаилу Федоровичю, всеа Русіи самодержцу, и многихъ государствъ и обладателю, и дѣду его государеву, блаженные памяти великому государю святѣйшему патріарху Филаренту Никитичю, московскому и всеа Русіи, и великому государю нашему царю и великому князю Алексѣю Михайловичю, всеа Русіи самодержцу, его царскому величеству, учинились многія безчестья и укоризны, и о томъ, по королевскимъ грамотамъ и по соймовому уложенію и по констытуціи и по посолскимъ договорамъ царское величество ожидалъ исправленія. А гетмана Богдана Хмельницкого и все войско Запорожское хотѣлъ съ королемъ полскимь помирить, черезъ своихъ государевыхъ великихъ пословъ, тѣмъ способомъ: буде Янъ-Казимеръ король учинить съ ними миръ по Зборовскому договору и на православную христіянскую вѣру гоненія чинить не учнетъ и уніятовъ всѣхъ выведетъ, и царское величество виннымъ людемъ, которые за его государскую честь довелись смертные казни, вины ихъ хотѣлъ отдать. И о томъ посылалъ къ Яну-Казимеру королю своихъ государевыхъ великихъ и полномочныхъ пословъ, боярина и намѣстника великопермского князя Бориса Александровича Репнина-Оболенского съ товарищи. И тѣ царского величества великіе и полномочные послы о томъ миру и поступкахъ королю и паномъ радѣ говорили всякими мѣрами, и Янъ Казимеръ король и паны рада ни на которую мѣру не сошли, и то великое дѣло поставили ни во что, и тѣхъ царского величества великихъ и полномочныхъ пословъ отпустили безъ дѣла. И великій государь нашъ, его царское величество, видя такіе съ королевскіе стороны многіе неисправленья и грубости и неправды, и хотя православную христіянскую вѣру и всѣхъ православныхъ христіянъ отъ гонителей и хотящихъ церкви божіи разорити и вѣру христіянкую искоренити отъ Латынъ оборонити, подъ свою государеву высокую руку васъ принялъ. А для вашіе обороны собралъ рускіе и нѣметцкіе и татарскіе рати многіе, идетъ самъ великій государь нашъ, его царское величество, на непріятелей христіянскихъ, и бояръ своихъ и воеводъ шлетъ со многими ратми; и на тотъ ратной строй, по его государеву указу, роздана его государева казна многая. | Попередніх літ присилав до царського величества гетьман Богдан Хмельницький і все Військо Запорозьке і били чолом, щоб його царське величество їх пожалував, уступився за них задля Православної Християнської Віри і святих Божих церков, прийняв їх під свою високу руку і дав поміч на неприятелів. Великому государеві нашому в тім часі не можна було вас прийняти під свою государську високу руку, тому що у його царського величества була вічна згода з королями польськими і великими князями литовським. А хоч з королівської сторони батькові цар. величества святої памяти великому государеві Михайлові Федоровичеві і дідові його, святійшому патріярхові Філаретові Никитичови, і великому государеві нашому Олексієві Михайловичу сталося нечести і ганьби, то в тім згідно з королівськими грамотами і соймовими постановами царське величество чекав поправи. А гетьмана Богдана Хмельницького і все Військо Запорозьке хотів помирити з королем польським тим способом: аби кроль Казимир учинив з ними згоду на підставі Зборівському трактату: проти Православної Віри християнської не верещав, уніятів усіх викорінив, — зате царське величество хотів вибачити вину всім винним людям, котрим за образу його государської чести належала кара смертна. Про се посилав він до кроля Казимира своїх великих і уповноважених послів: боярина і намісника великопермського Бориса Олександровича Репнина-Оболенского з товаришами. І ті великі і уповноважені посли царського величества про ту згоду і про вчинки королеві і панам — раді говорили на всякі способи. Але Казммир з ляхами ніяк не пристали, і сю велику справу взяли за ніщо, а тих великих і уповноважених послів царського величества відправили з нічим. Тоді великий государ наш, видівши так богато несправности з королівської сторони, грубости і неправди, і бажаючи оборонити Православну Християнську Віру і всіх православних християн від отступників латинян (папистів), що хочуть церкви Божі знищити і Віру Християнську викорінити, прийняв вас під свою високу руку. А для оборони вашої зібрав много руського німецького і татарського війська — сам великий государ наш іде на неприятелів і посилає бояр своїх і воєводів з великим військом, і на те зібраннє війська, за государевим наказом, роздано великі гроші. |
| И нынѣ имъ посланникомъ о жалованьѣ на войско Запорожское говорить, видя такую царскаго величества милость и къ нимъ оборону, не довелось. А какъ былъ у гетмана у Богдана Хмельницкого государевъ ближней бояринъ и намѣстникъ тверской Василей Васильевичъ Бутурлинъ съ товарищи, и гетманъ говорилъ съ ними въ разговорехъ о числѣ войска Запорожского, чтобы учинить 60.000; а хотя бъ де того числа было и больше, и государю де въ томъ убытка не будетъ, потому что они жалованья у государя просить не учнутъ. Да и имъ, Самойлу и Павлу, и инымъ людемъ, которые въ то время при гетманѣ были, про то вѣдомо жъ. А что въ Малой Росіи въ городѣхъ и мѣстѣхъ какихъ доходовъ, и про то царскому величеству не вѣдомо; и великій государь нашь, его царское величество, посылаетъ доходы описать дворянъ. А какъ тѣ царского величества дворяны доходы всякіе опишутъ и смѣтять, и въ то время о жалованьѣ на войско Запорожское по разсмотрѣнью царского величества и указъ будетъ. А нынѣ царское величество, жалуя гетмана и все войско Запорожское, хочетъ послать своего государева жалованья по давнымъ обычаямъ предковъ своихъ, великихъ государей царей и великихъ князей російскихъ, гетману и всему войску Запорожскому золотыми. | Тому їм, послам, тепер, бачучи таку ласку до них царського величества й оборону, говорити про плату Запорозькому війську не годиться. Як був у гетьмана Богдана Хмельницького государів ближній боярин і намісник тверський Василь Василевич Бутурлин з товаришами, гетьман в розмовах з ними про число Запорозького війська говорив, щоб зробити 60 тисяч, а коли б і більше того числа було, государеві в тім шкоди не буде, бо вони прости плати у государя не будуть. Про се відомо їм, Самійлу і Павлу, й иншим людям, які тоді були при гетьмані. Які доходи в Малій Росії по городах і містах, про се царському величестві не відомо, і великий государ посилає дворян, щоб списали доходи. Як ті дворяни царського величества опишуть всякі доходи і обрахують, тоді, по обміркуванню царським величеством, буде наказ про плату Запорозькому війську. А тепер царське величество, жалуючи гетьмана і все Запорозьке військо, давнім звичаєм предків своїх, великих государів, хоче післати гетьманові і всьому війську Запорозькому своє государське жалуваннє золотими. |
| 10. Крымская орда если бы имѣла вкинутися, тогда отъ Астрахани и отъ Казани надобно на нихъ наступити. Такожде и Донскимъ казакомъ готовымъ быть. А нынѣ ещо въ братствѣ, дать сроку и ихъ не задирать. | 10. Коли б мала напасти кримська орда, тоді треба на неї наступити від Астрахани й Казани, також і Донським козакам бути готовими. А тепер вона (орда) ще в брацтві (з козаками), треба дати час і її не зачіпати. |
| Царского величества указъ и повелѣніе на Донъ къ казакомъ послано: буде Крымскіе люди задору никакова не учинятъ, и на нихъ ходить и задору чинить не велѣно. А будетъ Крымцы задоръ учинять, и въ то время царское величество укажетъ надъ ними промыслъ чинить. | Наказ і повеліннє до козаків на Дін післано: коли Кримські люди не будуть зачіпати, то й на них іти не велено. А коли Кримці зачіплять, то царське величество велить на них іти походом. |
| 11. Кодакъ городъ на рубежѣ отъ Крыму, въ которомъ гетманъ всегда по 400 человѣкъ держить и кормы всякіе имъ даетъ; чтобъ и нынѣ царское величество пожаловалъ кормами и порохомъ къ наряду изволилъ построити. Также и на тѣхъ, которые за порогами коша берегутъ, чтобъ царское величество милость свою изволилъ показать: понеже нелзя его самого безъ людей оставляти. | 11. Кодак город на границі з Кримом, там гетьман завсіди по 400 чоловіка держить і харч усякий їм дає — тепер нехай би царське величество пожалував, зволив наділити харчом і порохом для армати. Також і тим, що за Порогами коша стережуть, аби царське величество зволив показати свою ласку, бо його неможна самого без людей лишати. |
| О той статьѣ царского величества милостивой указъ будетъ впередъ, какъ про то вѣдомо будетъ, по скольку какихъ запасовъ въ тѣ мѣста посылывано и сколько будетъ доходовъ въ сборѣ на царское величество. | До сеї статті буде милостивий указ царського величества, коли буде відомо, скільки якого припасу туди посилали, і скільки доходу буде зібрано на царське величество. |
| А что въ письмѣ жъ вашемъ написано: какъ великій государь нашъ, его царское величество, гетмана Богдана Хмельницкого и все войско Запорожское пожалуетъ, свои государскіе грамоты на волности ваши дать велить, тогда вы смотръ межъ собой учините: кто будетъ казакъ, или мужикъ, а чтобъ число войска Запорожского было 60.000. И великій государь нашъ, его царское величество, на то изволилъ имъ-числу списковымъ казакомъ быть велѣлъ. И какъ вы посланники будете у гетмана у Богдана Хмелницкого, и вы бъ ему сказали, чтобъ онъ велѣлъ казаковъ разобрать вскорѣ и списокъ имъ учинилъ, да тотъ списокъ за своею рукою, прислалъ къ царскому величеству вскорѣ. | А що в вашім письмі написано: як великий государ наш гетьмана Богдана Хмельницького і все Військо Запорозьке пожалує, свої грамоти государські на ваші вольности велить дати, тоді ви ж між собою розбір зробите: хто буде козак, а хто мужик, і щоб війська Запорозького було 60.000. — То великий государ наш на те позволив: велів бути такому числу реєстрових козаків. То ж як ви, посли будете у гетьмана Богдана Хмельницького, скажіть йому, щоб він велів скоро козаків розібрати, реєстр їм зробити, і той реєстр за підписсю прислав негайно царському величеству |